# Sumba (miejscowość)
Sumba – miasto na Wyspach Owczych, w gminie Sumbar, na wyspie Suðuroy. Osada zlokalizowana jest na wąskiej półce między górami a morzem i liczy obecnie 248 mieszkańców (I 2015 r.).

## Ogólne informacje
Sumba jest typową osadą farerską, której mieszkańcy trudnią się przede wszystkim rybołówstwem i hodowlą owiec, choć w wielu przypadkach zajęcia te uzupełniają pracę etatową w tej lub innych miejscowościach wyspy. Brak w osadzie bazy turystycznej z prawdziwego zdarzenia. Funkcjonuje natomiast poczta. 

## Historia
Pierwsze ślady osadnictwa sięgają w Sumbie VII wieku n.e., co czyni ją jedną z najstarszych miejscowości Wysp Owczych. Prawdopodobnie pierwszymi osadnikami byli tutaj irlandzcy mnisi. Pierwotna nazwa (Sunnbøur) ma celtycki rodowód i oznacza południową zatokę. Przez wieki była to najbardziej izolowana osada Wysp, przez co mieszkańcy (nazywani Sumbingar) zachowali wiele starych zwyczajów, a miejscowość uważana jest za bastion kultury farerskiej – np. najlepiej wykonuje się tu tradycyjny farerski taniec slað ring. W roku 1977 miejscowy zespół otrzymał nawet nagrodę europejską w dziedzinie kultury ludowej. 

## Współczesność
Brak w osadzie typowych atrakcji turystycznych (nie licząc dzikiej przyrody). Przystań rybacka, z uwagi na trudne warunki atmosferyczne (często wzburzone morze) funkcjonuje w sposób nietypowy – łodzie są wciągane za pomocą specjalnych urządzeń kilkanaście metrów nad brzeg. Oprócz falochronu osłonę przystani stanowi skalista i bezludna wyspa Sumbiarhólmur. Kościół pochodzi z roku 1887. Domy budowane są głównie z betonu i okładane drewnianą elewacją – jest to typowa technologia na całych Wyspach Owczych – zapewniająca wytrzymałość w trudnych warunkach atmosferycznych. 

## Okolice
W odległości 2 km od Sumby leży skalisty cypel Akraberg. Znajdująca się na nim latarnia morska wyznacza południowy kraniec Wysp Owczych (około 400 km na południe znajdują się wybrzeża Szkocji). Cypel jest też wspaniałym punktem widokowym. 

## Sport
W Sumbie funkcjonował klub piłkarski SÍ Sumba, uczestniczący w rozgrywkach farerskiej ligi narodowej, w 2005 połączony z sąsiednim VB Vagur w FC Suðuroy.

## Demografia
Według danych Urzędu Statystycznego (I 2015 r.) jest 37. co do wielkości miejscowością Wysp Owczych.